# Lovanium
Lovanium was een katholieke universiteit in Leopoldstad (nu Kinshasa) in Belgisch-Congo en een voorloper van de Universiteit van Kinshasa. De faculteit Theologie van Lovanium groeide uit tot de Université catholique du Congo.

## Geschiedenis
De universiteit werd in 1954 gesticht door Honoré Van Waeyenbergh als een afdeling van de Katholieke Universiteit Leuven en werd daarbij genoemd naar de stad Leuven (Lovanium in het Latijn). Bij de onafhankelijkheid van Belgisch-Congo in 1960 kreeg ook Lovanium een eigen juridisch statuut in de Republiek Congo.
In 1969 waren er hevige studentenprotesten waarbij de studenten hogere studietoelagen, democratisering van de universiteit en afrikanisering van het leerplan eisten. Op 4 juni sloegen veiligheidstroepen het protest neer. Officieel vielen hierbij 38 doden en 34 studentenleiders werden opgepakt. Enkele van hen werden veroordeeld tot jarenlange gevangenisstraffen maar in oktober 1969 verleende president Mobutu amnestie aan alle betrokkenen.
In 1971 werd de universiteit gezaïrizeerd. Lovanium fuseerde met de Université Libre du Congo en de Université de Congo in Lumbumbashi en werd herdoopt tot de Nationale Universiteit van Zaïre (UNAZA). De fusie betekende het einde van de band met de Katholieke Universiteit Leuven. In 1974 werd de faculteit Theologie uit UNAZA geweerd, deze groeide uit tot de private Université catholique du Congo. In 1980 splitste de eengemaakte universiteit UNAZA zich in de Université de Kinshasa, de Université de Kisangani en de Université de Lumbumbashi.

## Alumni
- Étienne Tshisekedi